# Борщов Омелян Олександрович
Борщо́в Омеля́н Олекса́ндрович (нар. 1827 — пом. 1905) — російський чиновник, знайомий Тараса Шевченка.
Шевченко познайомився з Борщовим у Петербурзі після повернення із заслання. Разом з поетом брав участь у діяльності так званого цивільного революційного гуртка, який збирався на квартирі Б. і З. Падлевського.
У 1861 році брав участь у перших заходах Петербурзької громади по увічненню пам'яті Шевченка.